# 中华眼球贝
中华眼球贝（学名：Erosaria sinensis）为宝贝科眼球贝属的动物。在中国大陆，分布于广东等地。该物种的模式产地在广东潮阳。
但根據WoRMS較新的數據（2009年到2013年間），本物種跟眼球貝在分子數據來看其實是同種異名。
其种加词“sinensis”意为“中华的”。